# Силна
„Силна“ е седмият студиен албум на певицата Кали. Издаден е от музикална компания „Пайнер“ през март 2012 г. Съдържа 10 песни.

## Песни
| Песен                   | Музика                                 | Аранжимент             | Текст          |
| ----------------------- | -------------------------------------- | ---------------------- | -------------- |
| Хоризонтално-вертикално | Aleksandar Milanovic – Kobac           | Цветан Спасов          | Росен Димитров |
| Силна                   | Велислав Драганински                   | Велислав Драганински   | Георги Милов   |
| Като те почна           | Цветан Спасов                          | Цветан Спасов          | Росен Димитров |
| Спрях ли ти тока        | Цветан Спасов                          | Цветан Спасов          | Росен Димитров |
| Седем                   | Цветан Спасов                          | Цветан Спасов          | Росен Димитров |
| Устни                   | Спас Лазаров                           | Спас Лазаров           | Росен Димитров |
| Влюбена, убий ме        | Иво Моллов – Гугутката                 | Иво Моллов – Гугутката | Росен Димитров |
| Устни (ремикс)          | Спас Лазаров                           | Пламен Станчев         | Росен Димитров |
| Недей, сърце            | Иво Моллов – Гугутката и Георги Куртев | Иво Моллов – Гугутката | Росен Димитров |
| Спри                    | Велислав Драганински                   | Велислав Драганински   | Росен Димитров |

## Видеоклипове
| Видеоклип                 | Премиера   | Албум | Режисьор              |
| ------------------------- | ---------- | ----- | --------------------- |
| Спри                      | 19.11.2009 | Силна | Ивайло Спасов         |
| Хоризонтално – вертикално | 29.06.2010 | Силна | Людмил Иларионов Люси |
| Като те почна             | 18.10.2010 | Силна | Николай Скерлев       |
| Спрях ли ти тока          | 11.03.2011 | Силна | Николай Скерлев       |
| Седем                     | 01.06.2011 | Силна | Николай Скерлев       |
| Устни                     | 06.10.2011 | Силна | Николай Скерлев       |
| Влюбена, убий ме          | 09.01.2012 | Силна | Йордан Петков         |
| Недей, сърце              | 22.03.2012 | Силна | Николай Нанков        |

## ТВ Версии
| Видеоклип               | Албум | Програма                                                            |
| ----------------------- | ----- | ------------------------------------------------------------------- |
| Хоризонтално–вертикално | Силна | Лятна програма „Лятна фиеста“                                       |
| Силна                   | Силна | Лятна програма „Лятна фиеста“                                       |
| Като те почна           | Силна | Промоция „На първо място“, Новогодишна програма „Нощта на звездите“ |
| Спрях ли ти тока        | Силна | Пролетно парти 2011                                                 |

## Музикални успехи и награди
| Получател                 | Музикални успехи и награди       | Сайтове               |
| ------------------------- | -------------------------------- | --------------------- |
| Хоризонтално – вертикално | Поп фолк хит (2010)              | Signal.bg             |
| Като те почна             | Поп фолк хит (2010)              | Signal.bg             |
| Като те почна             | Хит на форума (2010)             | Signal.bg             |
| Като те почна             | Рингтон на 2010 (2010)           | Награди на ТВ Планета |
| Недей сърце               | Баладичен хит на годината (2012) | Награди на ТВ Планета |

## Музикални изяви

### Участия в концерти
- Награди на списание „Нов фолк“ за 2009 г. – изп. „Спри“
- 9 години телевизия „Планета“ – изп. „Като те почна“
- Награди на телевизия „Планета“ за 2010 г. – изп. „Като те почна“
- Награди на списание „Нов фолк“ за 2010 г. – изп. „Спрях ли ти тока“
- 10 години телевизия „Планета“ – изп. „Устни“ и „Като те почна“
- Награди на телевизия „Планета“ за 2011 г. – изп. „Влюбена, убий ме“ и „4-4-2“
- Награди на списание „Нов фолк“ за 2011 г. – изп. „Недей, сърце“
- 2 години „Планета HD“ – изп. „Недей, сърце“, „Така ми говори“ и „4-4-2“
- 11 години телевизия „Планета“ – изп. „Лошите взимат ни душите“, „Недей, сърце“ и „Дали съм жив“
- Турне „Планета Лято“ 2014 – изп. „Няма страшно“, „Аз съм аз“, „Като те почна“ и „4-4-2“
- 14 години телевизия „Планета“ – изп. „Копие“, „Хайде, вдигни и“ и „Като те почна“